# Rovstekelsglasvinge
Rovstekelsglasvinge, Synanthedon spheciformis, är en fjärilsart som beskrevs av Michael Denis och Ignaz Schiffermüller, 1775. Rovstekelsglasvinge ingår i släktet Synanthedon och familjen glasvingar, Sessidae. Inga underarter finns listade i Catalogue of Life.
Rovstekelsglasvinge har en vingbredd på 26-30 millimeter. Kroppen är svart med några vitgulaktiga till gulaktiga markeringar. Karaktäristiska kännetecken som man tydligt kan se är att antennerna har en bred ljusare del nära spetsen och att det finns en gulaktig längsgående strimma på mellankroppens sidor och ett smalt gulaktigt tvärband på bakkroppen. Hårtofsen vid bakkroppens spets är svart och framvingarna har mörka diskfläckar.
Larven är vitaktig med ljusbrunt huvud och gnager gångar i stammar av al och björk, ofta ner mot stammens bas. Unga larver gör gångar under barken, men senare gnager de sig in i veden. Även förpuppningen sker inuti värdträdets stam. Utvecklingen till imago tar vanligen två år.